# Tennis de table aux Jeux du Commonwealth
Les compétitions de tennis de table font partie du programme des Jeux du Commonwealth depuis l'édition de 2002 disputée à Manchester.

## Éditions
| Édition   | Ville      | Pays       |
| --------- | ---------- | ---------- |
| 2002      | Manchester | Angleterre |
| 2006      | Melbourne  | Australie  |
| 2010      | New Delhi  | Inde       |
| 2014      | Glasgow    | Écosse     |
| 2018      | Gold Coast | Australie  |
| 2022 (en) | Birmingham | Angleterre |

## Médailles par pays
à jour après les Jeux de 2018
| Rang  | Nation           | Or | Argent | Bronze | Total |
| ----- | ---------------- | -- | ------ | ------ | ----- |
|       | Singapour        | 21 | 15     | 14     | 50    |
|       | Angleterre       | 7  | 6      | 8      | 21    |
|       | Inde             | 6  | 4      | 10     | 20    |
|       | Nigeria          | 3  | 5      | 4      | 12    |
|       | Australie        | 1  | 6      | 5      | 12    |
|       | Nouvelle-Zélande | 1  | 1      | 2      | 4     |
|       | Canada           | 0  | 1      | 2      | 3     |
|       | Malaisie         | 0  | 1      | 2      | 3     |
|       | Pays de Galles   | 0  | 1      | 1      | 2     |
|       | Afrique du Sud   | 0  | 1      | 0      | 1     |
| Total | Total            | 39 | 41     | 48     | 128   |